# Література мовою іврит
Література мовою іврит (івр. ספרות עברית) — література, написана давньоєврейською мовою (івритом), історія якої охоплює період у 3 тисячі років.

## Період до зруйнування Першого Храму
Період перший охоплює час до зруйнування Першого Храму. За часів підкорення ассиро-вавилонянами Святої Землі євреї мали свою літературу. У них було П’ятикнижжя в тій формі, в якій воно збереглося до нашого часу; були книги Ісуса Навина, Суддів ізраїльських, пророка Самуїла і Царств, були збірки промов деяких пророків (Амоса, Осії, Ісайі, Михея, Авакума тощо), висловлювання мудреців та релігійні пісні (Псалми). У єврейських книгах Біблії, які дійшли до нас, згадуються зокрема різні твори, які не збереглись до нашого часу, наприклад, дві збірки епічних поем, різні пророцькі писання, декілька історичних творів, царські літописи, життєписи видатних людей и тощо. Очевидно, деякі з них існували ще в IV ст. до н. е. і ними користувався укладач біблійних книг Хронік.

## ПеріодДругого Храмуі танаїв
Період другий починається після зруйнування Першого Храму. Після повернення євреїв з вавилонського полону (VI ст. до н.е.) Ездра та Неємія поставили на серйозну основу вивчення священних книг. Утворене ними коло софрім (писців) поставило собі за мету виготовлення списків Мойсеєвого Закону та поширювати їх в народі. Гілель (бл. 30 р. до н.е.) встановив сім незмінних правил (мідот) тлумачення. Півтора століття потому рабі Ішмаель, сучасник переслідувань Адріана, збільшив їх кількість до тринадцяти.
Коли при вивченні Писання йшлося про правила виконання обрядів та інші релігійні приписи, і так само, коли справа стосувалася питань громадянського чи кримінального права (вся юриспруденція у євреїв складала частину богословської науки) — це означало займатися Галахою (буквально з івр. הלכה «хода, процесія»); коли ж вивчалися оповідальні частини Біблії або промови пророків, це означало займатися Агадою (івр. הַגָּדָה, арам. אַגָּדָה — «оповідь»). Під цією назвою малося на увазі не лише тлумачення Святого Письма, а й і вчення про мораль, благочестя, відношення людини до Бога тощо. Існують твори як чисто галахічного, так і чисто агадичного характеру; зміст обох талмудів (див. нижче) — змішаний. Галахічна література представляє інтерес головним чином лише для євреїв, у той час як агадична, навпаки, користується заальним інтересом, оскільки багато згаданих у ній легенд, висловів, повчань та релігійних позицій усвоєні християнством та ісламом, тим самим ставши загальною спадщиною цивілізованого людства. Усний Закон було заборонено записувати, оскільки традиція мала передаватися з уст в уста. Єврейська мова, яку використовували в школах, містила значну кількість арамейських, грецьких та латинських висловлювань, і тим самим відрізнялась від мови Єврейської Біблії. Давньоєврейська мова продовжувала розвиватися і збагачуватися. Мішна, найдавніший після Біблії звід законів (ІІ ст.), повністю написана єврейською. У Вавилонському та Єрусалимському Талмудах єврейський текст, особливо витримки з Біблії та Мішни, супроводжується обговоренням на месопотамському і палестинському діалектах арамейської мови.
Мудреців Мішни (I—II ст.) називали танаями (івр. תַּנָּאִים, таннаїм, від слова, що означає «повторювати багато разів для точної усної передачі»). Остаточна редакція Мішни, яка збереглася до нашого часу, була укладена близько 200 р. н.е.  головою мудреців цього покоління раббі Єхудою га-Насі, який таким чином став останнім з танаїв. У Мішні зібрані та розподілені по відділам і трактатами ті тлумачення і доповнення до писаного закону, яку слугували керівництвом у релігійній, юридичній, громадській та сімейній практиці. Втім, Мішну не слід вважати збіркою законів у звичному сенсі цього слова, оскільки в багатьох випадках в ній наводяться і співставляються різні погляди давніх законовчителів, іноді без вказування остаточного рішення. В наступні століття мудреці Талмуда викладали правила про те, як треба поводитися при наявності подібних суперечностей. З числа інших давніх творів Тосефта являє собою збірку, укладену на тих же засадах і в тій самій формі, що й Мішна, а Мехілта, Сифра і Сифре показують, як виник в кожному окремому випадку усний закон із закона писаного — чи прямо з тексту, чи спираючись на натяк в ньому. Вони складають начебто неперевний галахічний й агадичний коментар до писаної Тори: збережена частина Мехілти — до книги Вихід, Сифра — до книги Левит, а Сифре — до книги Числа і Второзаконня.

## Період Амораїв
Після укладення Мішни її почали пояснювати в школах разом зі Святим Писанням і старались привести її до її джерела — Біблії або більш давніх, дійсних або ймовірних, традицій. Тосефта, Мехілта, Сифра, Сифре та інші подібні  твори, частина яких дійшла до нашого часу не повністю, також стали предметом досліджень. Судження, висловлені амораями (івр. אָמוֹרָאִים, амораїм; однина — амора, з арам. ті, що пояснюють) при вивченні Мішни та подібних до неї творів протягом 300 років (III—V ст.) у вищих школах Палестини і Вавилонії, а також різні думки, висловлені при обговоренні — все це збиралось і заносилось до збірки, яка становила собою у певному роді великий конспект тверджень та обговорень мудреців за три століття. Ця збірка являє собою Талмуд. Твір амораїв називається Гемарою, яка є певним родом коментаря до Мішни; Мішна і Гемара разом утворюють Талмуд. Мішна одна, а гемар до неї дві — Єрусалимська і Вавилонська. Вавилонський Талмуд отримав і досі зберігає керівне значення для євреїв.
В Талмуді відображено життя єврейського народу протягом 600-700 років. Тлумачення Святого Писання змінюються астрономічними та природно-історичними свідченнями, серйозні роздуми — оповідками, анекдотами і легендами. В Талмуді фігурують імена більше 1900 вчених. Проте через переслідування у Візантійській імперії (IV ст.), під чиєю владою була Палестина, і у Перському царстві (V ст.), яке правило у Вавилонії, багатьох єврейських вчителів було страчено, вищі школи закрито, а збори вчителів і слухачів були заборонені. Величезний навчальний матеріал записали і упорядкували вчителі нового покоління — савораї.
Дискусії та обговорення єврейського тексту Біблії та Мішни велися у єврейських вищих школах Палестини та Вавилонії на розмовних арамейських діалектах кожної з цих країн, які в ці часи використовували як євреї, так і неєвреї. Текст Гемари також записан цими мовами. Мова обох Талмудів важлива для вивчення семітських мов і для мовознавства. З окремих самостійних слов створюються нові граматичні форми, а із старих частинок, пов'язаних з  іменниками — нові частки, а через різні процеси створюються нові складні слова. Мова являє собою більш новий ступінь розвитку, ніж давньосирійська мова, і більш давню, ніж сирійська. З того, яким шляхом йшли нові мовоутворення, можна зробити зворотній висновок про те, як поступово утворювалися і розвивалися давні семітські мови, єврейська та арабська.
Разом з обома Гемарами на тих самих арамейських діалектах збереглися інші літературні твори. Коли розуміння народом давньоєврейської мови стало слабшати, з'явився звичай одразу перекладати на місцеву арамейську говірку кожний прочитаний вислів з оригіналу священної книги. Ці речення згодом отримали правильну форму і збереглися у перекладах Біблії на арамейську мову, які дійшли до нашого часу (Таргумім). Переклад Біблії на палестинський діалект приписують учню Гілеля Йонатану бен-Узіелю, а переклад на вавилонський діалект — прозеліту Онкелосу. Пізніше арамейською мовою також переклали Пророків та Писання. У тому вигляді, в якому ці переклади дійшли до нашого часу, найдавніший з них відносять до ІІІ ст. н.е.
Завдяки цьому ж у той час з'явилися і літературні твори єврейських авторів грецькою мовою. Ця мова стала рідною для значної кількості євреїв, що оселилися в Єгипті та прониклися еллінською цивілізацією. Окрім перекладу Святого Письма грецькою мовою, відомого під назвою Перекладу сімдесяти тлумачів, в Єгипті з часів Макавейських війн за свободу утворилася обширна література грецькою мовою, метою якої було узгодити грецьку вченість з Божественним вченням. Сюди відносяться, наприклад, апокрифічні книги, додані до Перекладу 70 тлумачів, декілька історичних творів, які описують історію єврейського народу або окремих історичних постатей, поетичні твори, які або зображують (драматично чи епічно) єврейську історію, або пропагують у грецьких віршах єврейську мораль, залишаючи осторонь специфічно єврейські релігійні приписи (про обрізання, свята тощо). Серед вчених, окрім Арістовула, який, як вважають, написав твір на кшталт філософського коментаря до П'ятикнижжя Мойсея, найбільш відомими є Філон Юдейський та Йосип Флавій (І ст.). Філон виходив з позиції, що вчення Одкровення має неодмінно збігатися з вищими філософськими істинами. Подібно священній алегоричній мові єгиптян, біблійна оповідь, на його думку, є лише оболонкою для божественної мудрості. Слово Боже, яке створило Всесвіт, уявлялось Філону такою дивною могутністю, що він вважав його самостійною вільно діючою силою. Йосип Флавій же описав війну євреїв з римлянами, склав історію свого народу («Юдейські старожитності») та оприлюднив твір на захист євреїв та єврейства проти нападів Апіона та інших тодішніх антисемітів. У середньовічний час завдяки витонченому і легкому стилю цих письменників їх називали: Філона — єврейським Платоном, Йосипа Флавія — єврейським Ксенофонтом.

## Період савораїв тагаонів
Період третій охоплює період з укладення Талмуду до вигнання євреїв з Піренейського півострова (500—1492 рр.). Це була епоха всестороннього розвитку. В Землі Ізраїльській переважно розроблялась Агада, а у Вавилонії — Галаха. Працю амораїв продовжили савораї («ті, що розмірковують»). Савораї (VI століття) досліджували зібраний у вавилонській Гемарі матеріал відносно його застосування у релігійній практиці, і відзначили ті думки, які отримали керівний характер. У той самий час вчені на Святій Землі заклали основи самостійних збірок агадичних тлумачень Святого Письма, з яких народ брав надію на світле майбутнє. Всі ці агадичні збірки згодом отримали назву Мідраш.
Вчені того часу також турбувалися про те, щоб текст Біблії правильно читався і зберігався у своїй чистоті, захищений від різночитань, які виникали внаслідок створення численних списків переписувачів. Перша мета була досягнута за допомогою оснащення тексту Єврейської Біблії голосними знаками, які майже одночасно були винайдені у Вавилонії та Землі Ізраїльській. Також були винайдені знаки інтонації, які у певному сенсі відігравали роль знаків пунктуації. Для досягнення другої мети було порівняно між собою кращі біблійні рукописи, підраховано всі слова і букви Святого Письма і точно вказано (у виносках на полях чи в окремих творах), як часто і де саме те чи інше слово з'являється в Біблії і як воно, в кожному місці окремо, пишеться і вимовляється. Встановленням і точною передачею тексту (Масорою, від івр. מָסוֹרָה‏ — оповідка) займались т.зв. масорети, завдяки яким точно вивірений текст Танаха зберігся в рукописах і численних виданнях по всьому світу саме в тому виді, у якому існував в V столітті н.е. У небагатьох пунктах думки масоретів відрізняються, але у всьому суттєвому вони між собою цілком згодні. Також вони ретельно вказують на всі сумнівні читання і варіанти.

## Періодришонім
Формули молитов, як для публічного, так і домашнього богослужіння, біля ІХ століття отримали загалом той вигляд, який мають зараз: вони були розіслані з Вавилонії під загальновживаною і нині назвою Сідур у всі громади Заходу. До сьогоднішнього часу ці молитви не змінювалися.  Тим різноманітнішими є молитви, написані для різних випадків і пізніше введені до молитовника — т.зв. піют (спільнокореневе до слів поет та поезія). Для днів покаяння було укладено окремі молитви — сліхот. Спогад про день спалення Храму був поштовхом до створення особливих скорботних пісень — кінот.
Період синагогальної поезії тривав близько тисячі років. За весь цей час нараховується близько півтори тисячі імені поетів, які написали близько 15 тисяч молитовних віршів та гімнів. Велика кількість цих молитов, зокрема авторства єврейських поетів Іспанії, відрізняються великою поетичною красою. Кращі з синагогальних поетичних творів належать перу Соломона ібн Габірола (ХІ століття), рабі Іцхака ібн-Гагіата (ХІ століття), Авраама і Моше ібн Езра. Найвидатніші твори належать Єхуді Галеві, віршами якого захоплювався Гейне. Майже у всіх молитовниках є піют «Ігдаль», написаний італійським євреєм Імануїлом Римським — єврейським учасником Італійського Відродження. Він ввів до івриту такі нові форми, як сонет, і писав багато світських віршів. Іспанські єврейські поети також писали любовні і світські вірші. Авраам ібн Езра писав вірші навіть про шахи.
До найдавніших авторів релігійної поезії належить рабі Єлеазару га-Каліру. Його синагогальні вірші увійшли переважно до ритуалу синагогального богослужіння німецьких та польських євреїв.
У Вавилонії сабореям наслідували гаони (в середині VII ст.). Завдяки ним Талмуд здобув всезагальне визнання (за винятком караїмів). У багатій літературі єврейською мовою караїми з великою силою діалектики нападали на твердження, які не були ясно і буквально виражені в Біблії. Талмудисти у свою чергу навчилися від арабів розробляти священну мову (давньоєврейську) граматично і лексикографічно. За зразком арабської поезії євреї почали прикрашати свої вірші розміром та римами.  Єврейські вчені публікували єврейською мовою твори з філософії, медицині, математиці, астрономії, природничій історії, географії і історії. Рабі Саадія Гаон (892—942) переклав арабською Святе Письмо з коментарем. За його життя з'явилися перші спроби граматичної і лексичної обробки єврейської мови у євреїв-рабиністів. Метрополією єврейського мовознавства стало місто Фес на півночі Африки. Для євреїв, що вміли писати арабською, засновником мовознавства був Юда бен-Кораїш, який жив в Африці (бл. 900 року), який, наскільки відомо, вперше вказав на важливість порівняльно-історичного мовознавства. Його справу продовжив Валід Мерван ібн-Джанах (бл. 990 —бл. 1060 рр.). З науковими результатами єврейського мовознавства євреїв, які знали лише єврейську, ознайомили Авраам ібн-Езра (нар.у 1092 р. в Толедо і помер у 1167 р.) і Давид Кімхі (нар. у 1160 р. в Нарбонні, помер у 1232 р.), твори якого відрізнялися простотою і ясністю та були популярні серед євреїв та християн протягом цілих століть. Досить поширеним був укладений у Х столітті в Іспанії єврейською мовою словником Менахема бен-Сарука з Тортози, який критикував Дунаш бен Лабрат з Феса. Особливе схвалення євреїв та неєвреїв заслужив також укладений єврейською мовою словник Давида Кімхі та його єврейська граматика.
В галузі екзегетики євреї, що жили у християнських країнах Заходу, виказали стільки ж самостійності, як і їх єдиновірці в ісламських країнах. Особливо відзначився рабі Шломо бен-Іцхак, який жив у Франції і був відомий під складеним з перших літер його імені скороченням Раші (1040—1105). Його коментар до Біблії, який вирізняється всеохоплюючими знаннями, лаконічністю і простотою, став після біблійного тексту найбільш поширеним твором єврейської літератури. Надрукований разом з текстом коментар Раші був першою друкованою єврейською книгою і наразі лишається підручником для єврейської молоді. Цим коментарем користувалися і християнські екзегети, особливо відомий Миколай де Лара (пом. у 1351 році). Онук Раші, рабі Шмуель бен-Меїр (Рашбам) намагався пояснити Святе Письмо, дотримуючись винятково буквального сенсу. Цей метод тлумачення до справжньої художньості довів його іспанський сучасник — вже названий Авраам ібн Езра. Його коментарі протягом декількох століть були предметом вивчення для найосвіченіших євреїв Іспанії та Франції, адже до них збереглося близько 20–30 суперкоментарів. Більш консервативний метод, з легким відтінком кабалістичної містики, вибрав рабі Моше бен Нахман (Рамбан з Герони (бл. 1220–1270), який часто примиряв найбільш протилежні погляди. З літературних творів XIV и XV століть з цими працями можуть порівнюватися філологічні з філософським забарвленням коментарі астронома і математика рабі Леві бен Гершома (Ральбага, пом. бл. 1345 р.), а також обширні коментарі дона Іцхака Абрабанеля (1437, Лісабон — 1508, Венеція).
Біля середини Х століття єврейські общини в Єгипті, Північній Африці та Іспанії стали водночас незалежними від вищих шкіл Вавилонії. У 960 році вчені посланці, які їхали збирати кошти на користь вищої школи в Сурі, потрапили до піратів та були продані ними в рабство. Їх викупили євреї, і невдовзі у тих країнах, де опинилися посланці, були засновані самостійні вищі школи. Ще Карл Великий або один з його наступників переселив одну вчену родину з Лукки в Майнц, і ця родина невдовзі поширила у прирейнських землях і Лотарингії знання Талмуда, чому пізніше сприяв рабі Гершом бен-Єгуда, «світоч діаспори» (бл. 960—1040). Доволі цінним у наш час майже необхідним посібником є укладений рабі Натаном бен-Єхіелем у Римі (1101) лексикон до Талмуда під назвою «Арух». В галузі оснащення Талмуда коментарями відомі і рабейну Гананель (1050), його сучасник рабі Гершом бен-Єгуда та особливо рабі Шломо бен-Іцхак (Раші). За допомогою його коментаря навіть недосвідчена людина може осягати мудрість Талмуду. Рамбам написав арабською мовою коментар до Мішни, переклад якого івритом наявний у всіх виданнях Талмуду. Результати, досягнені Раші та Рамбамом, прагнув поєднати в одне ціле рабі Овадья з Бертіноро (помер у країні Ізраїлю бл. 1500 року). В Німеччині та Франції євреї два століття працювали над доповненням та виправленням коментаря Раші до Талмуду, називаючи свої праці Тосафот (додатки, глосарії). Найвідомішими з цих євреїв були онуки Раші, вже згаданий рабі Шмуель бен-Меїр та рабі Яаков Там (Рабейну Там).
Діяльність деяких рабинів була присвячена винятково питанням релігійної практики. Вони називаються поскім (івр. פוסקים —ті, хто приймають рішення). Ще за часів гаонів з'явилися окремі зводи законів, як, наприклад, «Галахот гдолот» (Великий (звід) галахи) рабі Шимона з Каяри та ін.; з них збереглися лише деякі. Найбільше значення отримала коротка витримка з Талмуда Іцхака Альфасі (скор. Риф, 1013—1103). Він слідував за текстом Талмуду, передаючи судження лише у набільш суттєвих, головних рисах, і потім додавав короткий і точний висновок у вигляді керівництва для релігійної практики. Два століття потому рабі Ашер бен Єхіель (скор. Рош, 1250—1327) заклав в основу, де це було можливо, працю Альфасі, доповнив її результатами, отриманими іспансько-арабськими (Рамбам) та французько-німецькими (Раші і тосафісти) євреями. Для тієї ж мети, що й компендіуми, існували кодекси, розташовані методично за відділами і предметами. Доволі визначною у цій галузі  праця Рамбама. Весь галахічний матеріал, який міститься в обох талмудах, галахічних мідрашах та творах гаонів, був зібраний і розподілений ним за власним раціональним планом та згодом викладений у точних та загальнозрозумілих виразах. Він мав повне право назвати свій твір «Мішне Тора», тобто повторенням всього Закону. Не менше значення має кодекс (1340), укладений рабі Яковом бен Ашером, під назвою «Арбаа Турім».
Після цих кодексів ще продовжували з'являтися обширні збірки нових доповнень («Хідушим») до окремих трактатів Талмуду, а також вирішень, які обіймають якусь певну галузь або які трактують про окремі випадки. Своїм духовним авторитетом серед інших зокрема виділялися рабі Меїр з Ротенбурга (1215—1293) в Німеччині та рабі Шломо бен Адерет (1235—1310) в Іспанії. Література відповідей рабинів на запити, які до них доправлялися (івр. תשובת— тшувот— відповіді) з'явилася на початку VIII століття, продовжується донині та процвітала в країнах ісламу, а також в Італії, Німеччині, Іспанії, Франції та Польщі. За середньовіччя євреї майже всюди мали свій власний суд не лише з громадянських, а й часто і з кримінальних справ. Тому у численних питаннях і відповідях часто йдеться про соціальні, комерційні, політичні та інші відносини, вираховуються товари та їх ціни, вказується цінність срібла по відношенню до золота, йдеться про торгові відносини, торгові шляхи, про війни та облоги міст, про відношення єврейських громад до світських та духовних володарів тощо. Втім, цей матеріал, важливий для історії культури багатьох країни, ще мало розроблений.
Література в галузі агади була так само різноманітна, як і в галузі галахи. По завершенню Талмуда головним місцем, де ретельно розроблялася агада, була Земля Ізраїльська. Звідси агада поширилася по Греції, Італії, Франції та Німеччині. Більше сотні агадичних творів, давніх якщо не за формою, то за змістом, були критично розібрані Леопольдом Цунцем. Імена авторів або укладачів агадичних творів здебільшого лишилися невідомими. Найвідоміша їх збірка рід назвою Ялкут укладена рабі Шимоном Даршаном в ХІІ столітті. Починаючи з ХІ століття і до нашого часу не переставали з'являтися повчальні книги та роздуми у різноманітних формах: проповіді, заповіти, послання тощо. Найвідоміший твір цього роду — «Обов'язки серця» іспанського рабина Бах'я ібн Пакуди (ХІ ст.). Книга написана арабською, у ХІІ столітті перекладена єврейською, у 1610 році — іспанською, а у 1856 році — німецькою. Єврейською мовою створювалося безліч творів світської поезії. Час творчості Хісдая бен-Іцхака ібн-Шапрута вважається золотим віком єврейської поезії. За Хісдаєм слідував Шмуель ібн-Нагділа. Згаданий вище Соломон Ібн Габірол був сучасником і другом ібн-Нагділи. Ібн Габірол та Єхуда Галеві залишалися зразками у цій галузі єврейської літературної творчості. Біля середини ХІІІ століття з посиленням переслідувань почався занепад мистецтва євреїв Іспанії. Їх місце прагнули зайняти євреї Італії та південної Франції. Інколи навіть створювалися художні фокуси; наприклад, викладали законотворчість і посібник з гри в шахи у віршах та молитви, кожне слово у яких починались з однієї і тієї самої літери. Найвідомішим єврейським поетом в Італії був Іммануїл Римський (бл. 1300 р.). Він був сучасником, а за деякими даними і близьким знайомим Данте. Його сатира була гострою, а поетичні оповідання — фривольні, але граціозні: жоден із середньовічних єврейських письменник так не нагадує Гейне, як Іммануїл Римський. При всьому цьому він був серйозним вченим і написав філософсько-містичний коментар до Танаху. Століття потому, близько 1400 року, Мойсей ді Ріхті заслужив почесне звання єврейського Данте. Під час подальших гонінь, які почалися у XV столітті, євреї не писали світських пісень. Лише у  XVIII столітті вони почали писати їх знову.
Великий релігійно-філософський твір Рамбама «Море Невухім» («Путівник розгублених»), написаний арабською, був перекладений ще за його життя єврейською, а на початку ХІІІ століття — латиною, залишався до новітнього часу центром єврейської релігійно-філософської думки та водночас мав великий вплив на розвиток християнської філософії. Вже у схоластиків Александра Галльського та Вільгельма з Оверні помітний вплив Рамбама, ще більше він помітний у Альберта Великого та особливо у Фоми Аквінського. Останній переніс у свою «Summa theologiae» всю теорію Маймоніда про пророцтво, за винятков деяких несуттєвих відхилень, а також вніс туди інші релігійно-філософські вчення Рамбама. У пізніший час книга Маймоніда привернула до себе здивування Лейбніца, який у своєму екземплярі зробив на полях багато поміток, які згодом були видані в Парижі. Окрім Маймоніда в Іспанії у XIII – XV століття жили інші більше або менше відомі єврейські філософи, наприклад, такі вільні мислителі, як Іцхак Абалаг, Леві бен Гершом (Ральбаг), Хасдай Крескас, філософія якого справила великий вплив на філософію Спінози, та Йосеф Альбо, який написав книгу про основи юдаїзму. Але були і противники філософії, які стверджували, що вона несумісна з релігією. Направлену проти Маймоніда книгу написав у цьому сенсі у 2-й половині XIV століття філософськи освічений, але містично налаштований рабі Шем-Тов бен Шем-Тов.
Головним місцем обширної перекладацької діяльності євреїв була південна Франція. Найкращими перекладачами були Тибоніди: батько (Єгуда), син (Шмуель) та онук (Моше ібн Тібон), який жив близько 1250 року. Завдяки тому, що змогли відшукати відповідні слова для позначення багатьох нових понять, вони стали творцями нового єврейського стилю. Кількість єврейських перекладачів з арабської на єврейську також була великою, деякі з них були на службі у правителів (зокрема, у імператора Фрідріха ІІ та Рожера Сицилійського). За допомогою єврейських перекладачів вчені ченці переукладали ці переклади латиною. Єврейські вчені строго-ортодоксального напряму протягом двох століть наполегливо боролися з цією чужоземною мудрістю. Обидві сторони загрожували одна одній відлученням від синагоги; вороги філософії наважились навіть донести інквізиції, що твори Маймоніда мають єретични зміст. Домініканці засудили до спалення ту саму книгу, яку їх doctor angelicus (Фома Аквінський) поклав в основу їх власних орденських догматів. Коли домініканці пішли ще далі і почали загрожувати всій єврейській писемності, коли у 1242 році в Парижі було спалено 24 вози з екземплярами Талмуду, обидві сторони побачили прірву, до якої їх привело партійне осліплення. Відкрите протистояння вщухло, але протилежні переконання залишилися, і прихильники винятково національного знання докладали всіх зусиль, щоб досягти заборони для євреїв читати філософські твори раніше досягнення 30-річного віку.
Коли церква почала схиляти євреїв до прийняття християнства, це стало відправним пунктом доволі значної полемічної літератури. Оскільки євреї з моменту втрати своєї політичної самостійності відмовилися від активної пропаганди свого віровчення, то письменники, які трактували про основи єврейського віровчення, обмежувалися майже завжди лише захистом та поясненням власної очки зору. Лише починаючи з ХІІ століття євреї зрідка стали зі спростування заперечень поєднувати нападки на вчення, що ворожо виступали проти них. Більша частина таких полемічних творів лишається ненадрукованою, лише небагато з них отримали гласність, як, наприклад, звіт про диспути, які мали вести рабі Єхіель з Парижа (1240) в присутності королеви Бланки та Рамбан (1263) в Барселоні у присутності короля Арагонського. Сюди відноситься і сатира граматика Профіата Дурана проти друга, який прийняв християнство, написана настільки двозначно, що християни довго вважали її нападом на юдаїзм. Деякі більш ємні заперечення проти християнства були складені у вигляді посібник для тих євреїв, яких змушували вести диспути, тому у них часто повторюється фраза: якщо християнин скаже так чи так, то йому треба заперечити те і те. Рабі Лінман з Мюльгаузена склав дещо на кшталт компендія для вживання у релігійних диспутах. Більш відомим є твір «Хізук Емуна» («Зміцнення віри») польсько-литовського караїма Ісаака бен-Авраама (бл. 1550). Рабі Йосеф Альбо, автор книги "Іккарим" («Основи релігій»), якого змусили взяти участь у диспуті з хрещеним євреєм, що відбувався (в присутності антипапи Бенедикта XIII) в Тортозі (1413—1414), наважився стверджувати, що віра у пришестя Месії, яка всюди породжувала суперечки, взагалі не є суттєвою основою юдейського віровчення. Рукописи цих полемічних творів зустрічаються доволі рідко; найвідоміші з них були видані у латинському перекладі винятково християнськими вченими. Навіть в Туреччині, де євреї могли друкувати що завгодно, близько 1570 року з'явилася єдина книга в цьому роді, яка складалась лише з декількох сторінок; видав її європейський єврей Ісаак бен-Акріш, якого катували греки-християни на острові Крит.
Через страждання, які все збільшувалися, серед євреїв виникала схильність до містики. Що менше вона могла довести свій реальний зв'язок з традицією, то наполегливіше пред'являла претензій на назву кабали, що означало «оповідь», «традиція». Тому майже всі твори цієї розгалуженої літератури є псевдоепіграфічними. Найважливіший твір кабали — Зоар (сяйво, блиск) написаний арамейською мовою. Це містичний коментар до П'ятикнижжя, складений, ймовірно, іспанським євреєм Моше де Леоном (1250—1305). Містики видають його за твір тани рабі Шимона Бар Йохая (бл. 150 р. н. е.), з метою змусити думати, що начебто таємнича мудрість, що проповідується в ній, є спадком давнини. Зоар і наразі вважається священною книгою містиків. XIII століття взагалі було багате на містиків, серед яких також іноді проявлялося прагнення злити в одне християнство, юдаїзм та іслам. Таким був Авраам Абулафія, який вважав себе пророком і їздив у Рим, прагнучи навернути Папу до свого вчення.Також відомими кабалістами є Йосиф Гікатілла та Менахем Реканаті.

## Період ахронім
Вигнані у 1492 році євреї Піренейського півострова знайшли прихисток частково у османських завойовників, частково у північній Африці та Італії, а з XVII століття — у звільнених Нідерландах та Англії. Через 35 років після винайдення книгодрукування в Італії почався друк єврейських книг. Діяльність набірника та друкаря вважалася і нині вважається у євреїв священним ремеслом. До кінця XV століття існувало вже 14 єврейських типографій в Італії, Іспанії та Португалії. З того часу у різних частинах Європи, Азії та Америки євреями і для євреїв було опубліковано близько 20 тисяч книг єврейськими мовами. Окрім цього було зроблено численні видання Біблії з коментарями та без коментарів, а також видано кілька десятків тисяч літургічних книг. Вавилонський Талмуд перевидавався близько 70 разів. З'явилося багато книг з єврейських предметів іспанською, португальською, французькою, італійською, нідерландською, англійською та особливо німецькою мовою.
Для ознайомлення з граматикою в цей період слугували, окрім творів Давида Кімхі, посібники Елії Левіти, Давида ібн-Яхія, Авраама де Бальмаса, Шмуеля Аркевольті тощо. Пізніше набули значення єврейські підручники Шломо з Ганау (1708—1762) і португальські посібники Шломо Олівейра, рабина в Амстердамі (1618—1689). Давид де Поміс (1587) склав єврейсько-латинсько-італійський словник, в якому окрім давньоєврейських слів пояснюються арамейські та запозичені з грецької і латини слова, що зустрічаються в Талмуді та давній рабинській літературі. Шломо де Олівейра уклав єврейсько-португальський словник, Аншель з Кракова — єврейсько-жаргонно-німецький, Елія Левіта — халдейсько-єврейський словник. Натан Ганновер (1860) уклав єврейсько-німецько-італійсько-латинську збірку слів для практичного користування. Шломо з Урбіно (близько 1500 р.) написав синоніміку. Його попередником у цьому був Авраам Бедраші (біля кінця ХІІІ століття). Доволі важливим посібником є укладений Давидом га-Коген де Лара (бл. 1660 р.) словник (незавершений) іноземних слів, що зустрічаються у давній рабинській літературі та запозичених слів з грецької, латини та перської мови.
Більше за інші читали коментар Дона Іцхака Абрабенеля до Танаха та написаний іспанською, а згодом перекладений латиною «Con ciliador» Менаше бен-Ісраеля. Моше Альшейх в Палестині та Ефраїм Ленчиц в Празі переслідували гомілетичну мету. Більшість екзегетів займалися тлумаченням Талмуда за зразком рабі Яакова бен-Ашера. Еліяху Левіт пояснив пізніше становлення знаків голосних та наголосу у складах.
Книгодрукування мало величезний вплив на демократизацію талмудичної мудрості. Те, що у минулі століття становило приналежність вченості, тепер, особливо у Польщі, стало предметом елементарного знання. Вивчення Талмуда та найдавнішої галахічної літератури (пілпуль) сприяло розвитку мислення. З'явились коментарі до Мішни (переважно Ліпмана Геллера, краківського рабина, 1654), до Мехільти, Сіфри та Єрусалимського Талмуду — Давида Френкеля, рабина в Дессау і Берліні, вчителя Мозеса Мендельсона. Нові глосарії до Вавилонського Талмуду написали Шломо Лурія (1573), Шмуель Едельс (близько 1600), Меїр з Любліна (помер у 1616 році) та Меїр Шиф (Фульда, 1734).
Великого впливу набув кодекс палестинського рабі Йосефа Каро (1488—1575), який він назвав «Шулхан Арух» (буквально — «накритий стіл») і уклав за кодексом «Арба Турим». Моше Іссерліс (скорочено Рама, помер у 1672 р.) написав глоси до «Шулхан Арух», у яких він слідує переважно німецьким і французьким школам, у той час як Каро дотримувався здебільшого іспанської школи. У цьому новому своєму вигляді (текст Каро з глосами Іссерліса) «Шульхан Арух» невдовзі став керівним кодексом у всіх релігійних питаннях. Найвидатнішими його коментаторами були Давид га-Леві (близько 1659 р.), Шабтай га-Коген (скорочено Шах, 1622—1663) та Авраам га-Леві (помер у 1682 р.).
Праці по частині Агади продовжувалися. Яаков ібн-Хабіб у Салоніках уклав велику збірку агадичних місць, що містяться в Талмуді та видав їх з коментарями своїх попередників та власними примітками під назвою «Ейн-Яааков» (Джерело Яакова), яку відредагував син автора, рабі Леві Бен Яаков. Аарон з Пезаро (1583) та Аарон з Франкфурта-на-Одері (1690) зробили до кожного біблійного вірша вказівку, де він цитується в Талмуді, Мідраші та Зоарі. Симон Пейзер в Ліссі (1728) зробив до імен біблійних персонажів та вчителів Мішни вказівки на ті місця в Талмуді та Мідраші, де є згадки про них. Ісаак Ламперонті (1756, Феррара) склав реальну енциклопедію всієї рабинської писемності, повністю надруковану лише у 1868 році. У прозі і віршах виходило багато наукових книг єврейською, іспанською, португальською, італійською та жаргонно-німецькою мовами. Для тієї самої мети слугували 200-300 збірок проповідей, надруковані з XVI по XIX століття.
При твердо усталених ритуалах нові богослужебні піснопіння (як наприклад відомий суботній гімн Шломо Алькабеца) лише рідко могли включатися до молитовника. Проте синагогальна поезія не припинила свого існування — достатній матеріал для неї надали знову затверджені дні посту і молитви, а також приватні зібрання для покаянні та молитви, викликані численними переслідуваннями та поширенням аскетичного напряму. Збірки молитов для цієї мети з багатьма новими додатками були видані, зокрема, Йосефом Кармі (1630) та Леоном да Модена (1571—1648) власне для італійських євреїв та Ефраїмом з Холма (бл. 1630 року) і Натаном Ганновером (1650) — для німецьких та польських євреїв. Найталановитішим синагогальним поетом цього періоду був Ісраель Нагара, який жив близько 1580 року в Палестині. Нагара дуже пишався тим, що не написав жодної світської пісні. Тим не менше він настільки підкорявся впливу середовища, у якому творив, що більша частина його синагогальних поетичних творів набула форми відомих у той час світських пісень. Моше Закуто (помер у 1697 році) та Моше Хаїм Луцатто (помер у 1747 році) писали алегоричні єврейські драми, а поетеси Дебора Аскареллі та Сарра Коппія Суллам (1600) — італійські сонети. Шломо Олівейра в Амстердамі та Гершон Хейфец у Венеції видали єврейські словники рим.
Також не менш важливими були успіхи, досягнуті євреями у світських мистецтвах та науках, завдяки зокрема розсіяним повсюди іспанським та португальським євреям і мараннам. Азарія де Россі (1511—1578) в книзі «Меор Ейнаїм» («Світло очей»), зумів дати оригінальне вирішення для найважливіших проблем єврейської старовини. Книгу про священні єврейські старовини, яка свідчила про велику ерудицію автора, написав єврейською мовою доктор медицини Авраам Порталеоне (помер у 1612 році). Визначні твори з математики і механіки написав Йосиф дель Медіго (помер у 1655 році), який як домашній лікар деякий час жив у князя Радзивілла в Литві та Польщі. Коротку енциклопедію медичних наук написав лікар Товія Коген з Меца (помер у 1729 році). Еммануїл Порт (1636) з Трієста уклав посібник з вивчення астрономії, у якому він майстерно використовує винайдені тоді логарифми. Єврейську історію, всесвітню історію та підручник математичної географії написав Давид Ганз, який був другом Кеплера і Тихо Браге. Матеріали для історії вчених талмудичної епохи зібрали Єхіл Гейлпрін, Давид Конфорте (1640) та Хаїм-Йосиф Давид Азулаї (помер у 1808 році).
В історії філософії великий вплив здійснив твір Леона Єврея (сина Іцхака Абрабанеля) «Dialoghi di amore», перекладений майже усіма європейськими мовами. Видатними творами також є релігійно-філософські праці Меїра ібн-Мегаша, Давида Мессір Леона та Авраама Шалома, які жили у перші половині XVI століття.
Розвитку Кабали сприяло вчення рабі Іцхака Лурії (помер у 1572 році у Цфаті) та його учнів Хаїма Віталя і Моше Кордевейро, а також масове захоплення месіанськими надіями, породжені лжемесією Шабтаєм Цві.
Мозес Мендельсон, який разом зі своїми учнями піклувався про поширення між євреями світських знань та більш різносторонню освіту єврейської молоді, здійснив великий вплив на розвиток єврейства. Ще у 1782 році, коли мендельсонівський переклад П'ятикнижжя тільки став з'являтися, було оприлюднено листа Нафталі Гартвіга Весселі (1725—1805) до його австрійських одновірців, у якому він, побуджуваний едиктом імператора Йосифа II про віротерпимість, робить їм практичні пропозиції щодо реформи системи освіти. У 1784 році Давид Фрідлендер заснував перше безкоштовне училище в Берліні, за зразком якого потім відкрилися подібні установи у Бреславлі, Франкфурті-на-Майні тощо. Водночас з цим утворилося товариство, яке видавало в Кенігсберзі, а потім у Бреславлі журнал «Гамеасеф» («Збирач») з метою поширення серед євреїв освіченість та просвіту, а також ґрунтовні знання німецької та єврейської мов. У перші десятиліття знаряддям обміну думками був іврит, для якого тоді настав новий розквіт як у прозі, так і у віршах. Поруч з ним йшла книжна німецька мова, спочатку єврейськими літерами, а потім звичайним шрифтом.
Попередні крайнощі — односторонність єврейського знання — почали переходити у протилежні крайнощі: абсолютне забуття всього єврейського. Проти цього виступала єврейська наука в особі Леопольда Цунца, який мав обширні і глибокі пізнання у всіх галузях європейської середньовічної літератури. Існування в ній постійного історичного розвитку він ясно довів у своїй класичній праці «Die gottesdienstlichen Vorträge der Juden» (1 вид. 1832 р., 2 вид. 1892 р.). Водночас з Цунцем у Польщі виступив Соломон Єгуда Лейб Раппопорт. Його нариси про життя вчених євреїв Х та ХІ століття відомий гебраїст Франц Деліт назвав алмазними копальнями для історика єврейської літератури. На тій самій висоті стоїть почати Рапопортом талмудичний реальний лексикон (була опублікована лише літера А). Самуїл-Давид Луццато написав італійською посібник для вивчення єврейської мови. Численні твори з історії мовознавства у євреїв написали Йосиф Деренбург в Парижі, В. Бахер в Будапешті та інші. Юлій Фюрст уклав словник єврейської мови та нову Конкордансію, тобто покажчик всіх слів та виразів, які містяться у Святому Письмі. Коментар до всієї Біблії написали Л. Філіпсон, Саломон Герксгеймер та Юлій Фюрст.
Над усталенням безпомилкових масоретських текстів працювали Вольф Гейденгейм та Б. Бер. Величезне зібрання давніх масоретських творів, здебільшого за рукописами, оприлюднено Х. Д. Гінцбургом (Лондон, 1880—1885). Ґрунтовні дослідження арамейських та грецьких текстів перекладів Святого Письма проводили Луццато, З. Франкель (1801—1875), Авраам Ґайґер та А. Берлінер. Вивчення Талмуду також пішло новим шляхом у рабинських училищах, починаючи з середини ХІХ століття в Німеччині (вперше у Бреславлі), Франції, Австрії, Угорщині, Італії, Англії та Північній Америці. Граматичні дослідження про ідіому Вавилонського Талмуда написав С. Д. Луццато, філологічні роздуми стосовно чужоземних слів, які зустрічаються в Талмуді, уклали Михаїл Закс та Йосиф Перлес. Лексикографічна обробка мови Таргумім (арамейських перекладів Біблії), Талмуда та Мідраша належить перу Якова Леві ("Chaldäisches Wörterbuch über die Targumim", Лейпциг, 1867-68, та « Neuhebräisches und chaldäisches Wörterbuch», ibid., 1876-89). Виготовленням критичного тексту Талмуда шляхом порівняння усіх до того часу відомих рукописів та старих рідкісних видань займався Рафаїл Нафан Рабінович, який помер у 1890 році, не закінчивши своєї праці (вийшло 16 томів). Фрідман, Вейс та Цукермандель випустили критичні видання Сифра, Сифре, Мехільти і Тосефти з цінними критичними введеннями і поясненнями. Соломон Бубер зайнявся виданням, здебільшого за рукописами, кількох агадичних мідрашів, до яких він додав критичні введення та змістовний коментар.
Критичні дослідження про виникнення галахи та агади написали Нахман Крохмал, Гірш Хайєс, І. Г. Шор та рабин Ц. Франкель. Доволі цінна історія агади з першопочатків до вигнання євреїв з Іспанії та Португалії написана І. Г. Вейсом. Кабалістична система науково розроблена Адольфом Франком та Адольфом Єллінеком. Завдяки працям С. Мунка, Г. Гіршфельда, Г. Ландауера та Й. Деренбурга наразі існують арабські оригінали творів гаона Саадія, Абул Валіда ібн Джаноха, Єгуди Галеві та Мойсея Маймоніда з добрими перекладами на французьку мову. Дослідження про твори єврейських мислителів та їх вплив на загальний розвиток філософії писали ще Йоель, І. Гутман та Давид Кауфман. Самуель Гірш та Соломон Штейн намагалися розвинути: перший — філософію релігії на основі гегелівського вчення, останній — нову теорію Одкровення за правилами синагоги. Примітними також є гомілетичні праці Й. Н. Мангеймера, Михаїла Закса, Саломонса, А. Ґайґера. Й. Йоеля, Адольфа Єллінека та багатьох інших єврейських духовних ораторів. Вдалі переклади літургічної поезії зроблені А. Ґайґером, Зелігманом та особливо Михаїлом Заксом. Найбільше єврейські вчені останнього часу працювали над розробкою історії. До першої чверті ХІХ століття відноситься і поява наукових почасових видань, присвячених т.зв. «єврейській науці». Леопольд Цунц у 1832 році першим став видавати журнал «Zeitschrift für die Wissenschaft des Judenthums». Також існувала заснована Людвигом Філіпсом газета «Allgemeine Zeitung des Judenthums». Винятково науці були присвячені видання «Monatsschrift für Geschichte und Wissenschaft des Judenthums» у Бреславлі, «Magazin für die Wissenschaft des Judenthums» в Берліні, «Revue des études juives» в Парижі та «Hebrew Quarterly review» в Лондоні.
Художня література давньоєврейською мовою, яка з'явилась у Західній Європі в епоху Мендельсона, була недовговічною. Родоначальником новоєврейських поетів був Нафталі Гартвіг Весселі, один з найближчих співробітників Мендельсона, який, окрім віршів на різні випадки, написав поему «Мозаїда». Під впливом цього поета, який прагнув оновити давньоєврейську мову, мендельсонівська школа у 1783 році утворила «Спілку заохочення єврейської мови». Нові поети абсолютно відкидали релігійно-національний елемент, який служив основою єврейської поезії в Іспанії; вони перекладали Клопштока, Гердера, Шиллера, Юнга, Оссіана, Еддісона та інших, особливо культивуючи драму. Найвидатнішим з новоєврейських драматургів був Давид Франко-Мендес (1713—1793), автор «Помсти Аталії». З новоєврейських поетів Західної Європи лише декілька лишили по собі твори, які відсторонені від риторики та штучної афектації; справжнім натхненням просякнуті твори Елії Галеві з Парижа, Соломона Паппенгейма з Бреславля та Іцхака Ертера з Пшемисля. Паппенгейм (1740—1804), наслідуючи «Ночі» Юнга, написав елегію «Чотири келихи», у якій роздумує про суєту світу та оплакує недовговічність всього земного. Твори Іцхака Ертера (1792—1851), зібрані у книзі «Провісник», просякнуті духом юдаїзму та разом з тим ідеями нового часу; його сатира проти хасидизму своєю кмітливістю та різкістю перевершує все, що було створено у цьому роді новоєврейською поезією. Після Ертера жоден поет у Західній Європі не писав івритом.
Навіть вчені дослідники юдейства перейшли на нові мови, і лише небагато з них продовжували видавати свої праці давньоєврейською мовою, здебільшого у спеціальних журналах, як, наприклад, «Bik kure Haitim» (Відень, 1821-32), «Керем Хемед» (Відень, 1833-36; Прага, 1838-43; Берлін, 1854-55), «Ozar Nechmad» (Відень, 1853-63). наприкінці ХІХ століття давньоєврейська мова в Німеччині знову ввійшла до ужитку при створенні наукових дисертацій. У 1880 році М. Фрідман та Й. Г. Вейс заснували у Відні щомісячний журнал «Бет-Талмуд» («Будинок вчення») винятково для рабинської науки, у яку видавці прагнуть внести основи здорової критики.
Зовсім іншу ситуація являє наукове життя польсько-литовських євреїв у ХІХ століття. Давньоєврейською мовою тут до початку ХХ століття видавалися обширні трактати про різні дрібні релігійні питання, але цією ж мовою з середини ХІХ століття зародилася світська література та з'явився єврейський періодичний друк.
Коли пілпуль разом з кабалою повністю захопив інтелектуальне життя польських євреїв, реакцією проти дріб'язкового педантизму та черствої рутини у середині XVIII століття явився хасидизм, який невдовзі перейшов у містичний квієтизм, більш шкідливий, ніж схоластика рабинів. На північному заході поширенню хасидизму перешкоджав віленський гаон Ельяху бен Шломо Залман. Частково під його впливом, частково незалежно від нього серед польсько-литовських євреїв з'явилися люди, яки присвячували себе розробці загальних наук, як, наприклад, Барух Шик, який видав переклад елементів Евкліда (1780) та інших творів з математики та астрономії; Пінхас Елія бен-Меїр Гурвич у своїй книзі «Сефер га-брит» («Книга союзу») повний огляд відомостей про природничі науки та філософію, які існували на той час серед польського єврейства; віленський лікар Єгуда Гурвич, який у своїй книзі «Amude Beth Jehuda» («Основи будинку Юди», 1765) дав опис моральної філософії, заснованої на традиції та суворому рабинізму; кантіанець Соломон Маймон, Ізраїль Замосц, вчитель Мендельсона, та Соломон Дубно, навизначніший його співробітник з видання Біблії німецькою мовою. Втім загалом польсько-литовські євреї продовжували підтримувати талмудичні суперечки. Їх діяльність змінює Іцхак-Бер Левінзон (1788—1860), якого називали Мендельсоном російських (на той час) євреїв.
У 1828 році вийшла перша книга Левінзона «Теуда Беізраїль» («Повчання ізраїльтянам»), у якій він передусім виступає проти того загальнопоширеного у його час сприйняття, згідно якому вивченню Біблії відводилося останнє місце. Спростувавши цю позицію посиланнями на Талмуд та усю середньовічну літературу, він возводить вивчення давньоєврейської мови, граматики і всієї Біблії у суворий релігійний обов'язок. З Талмуда та інших авторитетних джерел Левінзон виводить необхідність вивчення наук та іноземних мов, особливо мови тієї країни, де євреї живуть. Інший визначний твір Левінзона «Бет-Єгуда» («Будинок Юди»), надрукований у 1839 році і перекладений польською, являє собою обробку відповідей автора на питання з єврейської релігії та історії, запропоновані йому у 1827 році російським міністром народної просвіти князем Лівеном; тут Левінзон намітив цілу програму дій для просвітництва євреїв, яку частково прийняв і уряд, починаючи з рабинських училищ і закінчуючи землеробськими колоніями.
Назустріч урядовим заходам у 1840-х та 1850-х рр. виступила низка єврейських письменників, які групувалися навколо імені Левінзона і центром яких був Вільно: С. Й. Фін, М. Страшун, М. А. Гінцбург, А. Б. Лебензон, A. Мапу та інші. Це були здебільшого самоучки, яки вийшли з найбідніших прошарків населення. Віддані ідеї просвіти своїх одновірців, вони заклали основи доволі значної світської літератури давньоєврейською мовою — наукової, художньої та публіцистичної.
Наукова література являє собою частково самостійні дослідження в галузі єврейської науки, але ще більше значення вона має тим, що поширювала її. У відношенні першого аспекту примітними є бібліографічні твори Рейфмана, праці Цвейфеля («Шелмо ал-Ізраель» — про хасидизм), Г. М. Пінелеса, А. Готлобера, С. Бубера, Г. Шацкеса, Д. Каган (про містичні єврейських секти) тощо, але пальма першості тут належить Самуїлу Йосифу Фіну (1818—1890).  У 1841—1844 рр. він разом з Е. Л. Гурвичем видавав перший у Російській імперії журнал давньоєврейською мовою під назвою «Пірхе Цафон» («Північні квіти»), який пробуджував критичне ставлення до Талмуду. З 1860 по 1880 рр. він видавав газету «Гакармель». З окремих праць Фіна найвизначнішими є історія євреїв з 600—106 рр. після Р. Х. (Вільно, 1871—1877); «Кірья-Неемана» — історія віленської єврейської громади (В., 1860) та «Кнесет Ісраель» (біографічний словник єврейських вчених).
Серйозною працею є «Мойре цедек» Г. Ростовського («Вчитель справедливості», 1888) — досвід релігійної філософії за системою Маймоніда. У популяризації серед євреїв загальнонаукових пізнань перше місце належить математику Хаїму Зеліту Слонімському. Особливо відомим є його дослідження про єврейський календар. У 1862 році він став видавати (вийшло усього 25 номерів), а у 1874 році відновив щотижневу газету «Га-Цфіру» («Заря»); газета ця була присвячена популяризації відомостей з найрізноманітніших галузей природничої історії. Нариси з анатомії є у книзі Л. Каценельсона «248 членів» (1888). С. Манделькерн склав посібник з історії Російської імперії («Дивре иемей Русиа», 1875); існують переклади наукових праць з інших мов. У 1880-х рр. було зроблено спробу видання загальної енциклопедії єврейською мовою.
Найголовнішу роль у російсько-польській літературі давньоєврейською мовою відігравали поети, на чолі яких був Абрам-Бер Лебензон (1793—1878), який очолював гурток, що влаштував у Вільно першу реформовану синагогу, під назвою «Тагарот га-Кодеш» («Очищення святині»). Він сприяв просвіті своїх одновірців як педагог ( у віленському рабинському училищі) та проповідник, але головним чином як письменник, який збудив у євреях любов до витонченої літератури. Його поетичний талант проявився у його першій збірці під назвою «Вірші священною мовою», виданій у 1842 році. Переважаючі елементи в поезії Лебензона — ліричний та дидактичний; загальне спрямування його думки — песимістичне. Талант Лебензона повністю проявляється в алегоричній драмі «Емет ве-Емуна» («Правда і Віра», 1867), у якій кожна дійова особа уособлює відомий клас єврейського суспільства. Видатний граматик та дослідник єврейської мови, Лебензон був і солідним екзегетом: його «Біурим Хадашим» (нові тлумачення до деяких книг Біблії, 1858) значно сприяли поширенню серед євреїв Російської імперії здорово розуміння біблійного тексту і його поетичної сили.
Ближче до тодішнього суспільного життя стояла поезія іншого корифея єврейської літератури Л. О. Гормона з його уїдливим, грайливим та разом з тим зворушливим гумором. За ним йдуть Михей Йосиф Лебензон, син А. Б. Лебензона, Меїр Леттерис, А. Готлобер, Й. Левін, Камінер, Й. Гольдман («Шонім Кадмоніат», тобто минулі роки — історична поема з часів іспанської інквізиції), Еренкранц (епічна поема «Руминя» в журналі «Гашахар»), С. Бахер, С. Рубин, Б. Гінцберг, М. Й. Штерн, Долинский, Л. Мінц та інші. Окрім оригінальних творів ці поети дали чудові переклади Шекспіра, Расіна, Шиллера, Лессінга, Гейне.
Початок єврейського роману заклав Абрам Мапу (1809—1867) родом з міста Ковно. Його історичні романи «Агават-Ціон» («Любов у Сионі», 1852) та «Ашмат-Шомрон», які описують епоху юдейського царя Ахаза, просякнуті епічною простотою та невимушеністю. Нижче у художньому відношенні стоїть побутовий роман мапу — «Аїт-Цовуа» («Ханжа», 1858 — 1861), який зображує «батьків і дітей» єврейського суспільства кінця 1850-х та 1860-х років. Мапу викликав масу наслідувальників і наступників, які друкували свої романи окремими тиражами та у різних періодичних виданнях; серед них зустрічалися навіть жінки (Сара-Фейга Мейнкін з Риги). Одне з найвидатніших місць посідає також Р. А. Браудес, автор романів «Культ і життя» (1878) та «Дві крайнощі» (1888); особливо визначним є другий, у якому автор ставить за мету об'єктивне зображення і співставлення між собою різних течій єврейського життя, створені просвітницькою епохою. Перші роки цієї епохи зобразив також Б. Мандельштам у своїй книзі «Хозен-ла-Моед».
З усіх романістів, які творили після Мапу, найталановитішим та найпопулярнішим був П. Смоленський, який помер в середині 1880-х рр. У 1869 році він, оселившись у Відні, почав видавати там щомісячний журнал «Гашахар» («Світанок»), у якому надрукував багато романів, повістей та публіцистичних статей. Кращі його твори — роман «Гатогу-бе-дархе га-хаїм» («Той, що блукає шляхами життя») та повість «Кебурат хамор» («Осляче поховання»), яка дає майстерну картину побуту литовських євреїв за часів панування кагального режиму. Смоленський хотів, щоб євреї зрозуміли, що вони не релігійна секта, а нація, яка має всі атрибути такої окрім особливої території та політичної незалежності, а також те, що вони мають шляхом практичної і літературної агітації добиватися політичного відродження, і саме у Палестині.
Це останнє положення Смоленський став проповідувати в епоху єврейських погромів, а з того часу ідею палестинофільства з тими чи іншими відтінками стало проводити майже усе єврейське друкарство, не виключаючи і газети «Гамеліц», заснованої у 1860 р. А. Цедербаумом (1816—1893), яка до того дотримувалась просвітницьких ідей і у якій М. Лілієнблюм вперше виступив у 1868 році з певними вимогами релігійних реформ. «Гамелиц» була першою давньоєврейською газетою з визначеним спрямуванням, чого не можна було сказати про газету «Га-Магіда» («Оповідач»), яку Зільберман почав видавати для російських євреїв у 1856 році в прусському місті Лиці. У 1864 році спочатку в Єрусалимі, а потім у Майнці для російських євреїв стала виходити щотижнева газета «Га-Леванон» («Ліван»), яка мала ортодоксальне спрямування. У 1866 році Кантор заснував у Петербурзі щотижневу газету «Га-Йом» («День», невдовзі припинила своє існування); у тому самому році газети «Гамеліц» та «Га-Цфіра» (під редакцією Слонімського та Соколова) із щотижневих перетворились на щоденні. Невдовзі після того майже уся література видавалася у щорічниках. З трьох щорічників: «Га-асиф», вид. Соколовим у Варшаві з 1884 р.; «Гакерем», вид. Атласом там же з 1887 г., та «Бет-оцар-гаас-фрут», вид. Гребером в Галіції з 1887 р., але, призначені для російських євреїв, перший дотримувався нейтральної позиції, другий — ретроградного спрямування, а третій відрізнявся повною відсутністю публіцистики і був повністю присвячений науці та беллетристиці. Бібліографічний огляд єврейських журналів та збірок до 1880 р. дав Авраам Гаркаві у «Єврейській бібліотеці», т. VII—VIII.

## Сучасна література
Література, написана івритом у XX та XXI столітті з'явилась у процесі відродження мови як живої і розмовної. Основи сучасної писемності Ізраїлю були закладені групою емігрантів з другої Алії, серед яких були Шмуель Агнон, Шмуель Йосеф, Давид Шимоні та Яків Фіхман.
До Першої світової війни єврейська література була зосереджена у Східній Європі. Після війни та революції в Росії багато письменників, що писали івритом, емігрували до Палестини. У 1921 році 70 письменників зустрілися в Тель-Авіві та заснували Асоціацію письменників івритом. У 1920-х та 1930-х роках Палестина стала домінуючим центром літератури івритом. Багато з піонерів івритської літератури були сіоністами. Видатні діячі ХХ століття Агад Га-ам та Саул Черниховський провели свої останні роки в Тель-Авіві і значно вплинули на молодих івритомовних письменників.